# Curtiss-Wright XF-87 Blackhawk
De Curtiss-Wright F-87 Blackhawk was een Amerikaans straalgevechtsvliegtuig voor alle weersomstandigheden, kort na de Tweede Wereldoorlog ontworpen en bedoeld om de Northrop P-61 Black Widow te vervangen in de USAF. Het toestel concurreerde met de Northrop F-89 Scorpion. De USAF koos voor de Scorpion en van de Blackhawk werden enkel twee prototypes gebouwd, aangeduid als XF-87. Het was meteen het laatste type dat werd gebouwd door Curtiss-Wright.

## Geschiedenis
In 1945 ontwierp Curtiss-Wright een aanvalsvliegtuig met straalaandrijving, aangeduid als XA-43. Toen de USAF in 1945 een behoeftenstudie voor een straaljager voor alle weersomstandigheden publiceerde, werkte Curtiss-Wright dat ontwerp om. Het nieuwe toestel werd aangeduid als XP-87 en de twee reeds bestelde prototypes van de XA-43 werden geschrapt en vervangen door twee prototypes van de XP-87. Later werd dat XF-87, toen de USAF de aanduiding "P" van "pursuit" verving door "F" van "fighter". Northrop diende ook een ontwerp in en kreeg een contract voor twee prototypes aangeduid als XP-89/XF-89.
De eerste XF-87 vloog op 5 maart 1948, kort daarna gevolgd door de tweede. De Blackhawk was een grote straaljager, aangedreven door vier Westinghouse J-34-WE-7 turbojets die twee aan twee onder de vleugels waren bevestigd in een "doodskist"achtige behuizing. De voorziene bewapening bestond uit vier 20 mm-kanonnen in een draaibare geschutskoepel gemonteerd in de neus, maar die werd nooit bij de prototypes gemonteerd. De tweekoppige bemanning, piloot en radio-operator, zat zij aan zij in de cockpit.
De prestaties van de Blackhawk bleven onder de verwachtingen. Dat lag niet zozeer aan het ontwerp van het toestel, maar de Westinghouse-motoren waren niet krachtig genoeg. De USAF bestelde toch 88 exemplaren van het toestel. De productie-exemplaren zouden met de krachtigere General Electric J47 turbojets uitgerust worden.
Northrops XF-89 maakte op 16 augustus 1948 zijn eerste vlucht. De USAF vond al snel dat dit een meer belovend toestel was dan de Blackhawk, en begin 1949 annuleerde zij de bestelling, ter waarde van 80 miljoen dollar, van de Blackhawks. Door de annulatie viel het doek over de vliegtuigproductie van de Curtiss-Wright Corporation. De afdeling werd verkocht aan North American Aviation.